# Chicago Board of Trade Building
Il Chicago Board of Trade Building è un grattacielo di Chicago, Illinois, Stati Uniti.
L'edificio si trova al numero 141 di W. Jackson Boulevard al termine di LaSalle Street. Inaugurato nel 1930, dal 4 maggio 1977 è stato riconosciuto come uno dei punti di riferimento della capitale dell'Illinois ed è stato inserito nella lista dei beni nazionali il 2 giugno 1978. Costruito originariamente per ospitare il Chicago Board of Trade (CBOT), oggi è la sede principale di negoziazione del CME Group, nato nel 2007 dalla fusione tra il CBOT e il Chicago Mercantile Exchange.
Il numero 141 di W.Jackson fu sede dell'ex edificio più alto di Chicago progettato da William W. Boyington, prima di ospitare l'attuale struttura ideazione dello studio Holabird & Root che detenne il titolo di edificio più alto di Chicago per 35 anni fino a quando nel 1965 non venne superato dal Richard J. Daley Center. L'edificio è noto per la sua architettura in stile art déco, per le sue imponenti sculture di pietra e per i suoi piani finanziari.
L'edificio è un'attrazione popolare della città e i proprietari hanno vinto numerosi premi per gli sforzi compiuti per preservare la struttura.

## Storia

### Prima sede
Il 3 aprile 1848, il Chicago Board of Trade venne aperto al numero 101 di South Water Street.
Quando nel 1856 vennero aggiunti 122 soci, la sede venne spostata all'angolo tra South Water Street e LaSalle Street. Dopo un'altra temporanea ricollocazione ad ovest della South Water Street nel 1860, la prima sede fissa venne stabilita in comunione con l'edificio della Camera di commercio all'angolo tra LaSalle Street e Washington Street nel 1865. Nel 1871, il grande incendio di Chicago distrusse l'edificio. La sede fu temporaneamente riaperta 2 settimane dopo l'incendio in una costruzione di legno di 27 m x 27 m conosciuta come "the Wigwam" all'intersezione tra la Washington e la Market Street, prima che il CBOT richiedesse una collocazione in un nuovo edificio costruito sul sito della Camera di Commercio un anno dopo.

### La sede definitiva
Nel 1882 iniziò la costruzione della nuova sede del CBOT, che venne inaugurata all'odierno indirizzo il 1º maggio 1885. Fu ideato da William W. Boyington, divenuto famoso per il suo lavoro sulla Chicago Water Tower. Costruito in acciaio e granito del Maine, con una facciata di mattoni smaltati, fu caratterizzato da una torre alta 98 metri contenente un grande orologio e una campana da 2.000 kg, sormontati da un segnavento in rame a forma di nave (2,7 m × 2,4 m). 
La costruzione costò 1,8 milioni di dollari. Con 4 ascensori e con un grande salone d'ingresso alto 24 metri decorato con un grande lucernaio e ornato con balaustre di pietra, fu il primo edificio commerciale di Chicago ad avere la corrente elettrica. Fu anche il primo edificio della città a superare i 91 metri di altezza diventando così il più alto grattacielo di Chicago.
L'edificio divenne un'attrazione per turisti e visitatori. Furono accessibili al pubblico gallerie espositive in onore dell'esposizione universale tenuta a Chicago nel 1893, per festeggiare 400 anni dalla scoperta dell'America da parte di Colombo. Nel 1895, la torre dell'orologio venne rimossa e il record di "edificio più alto di Chicago" fu acquisito dai 92 m di altezza del Masonic Temple Building. L'edificio del 1885 venne successivamente demolito nel 1929 e la sede trasferita temporaneamente tra Van Buren e Clark mentre un nuovo edificio venne costruito nel sito di LaSalle e Jackson.

## Caratteristiche dell'edificio

### Architettura
Nel 1925, la commissione del CBOT commissionò allo studio Holabird & Root di progettare l'attuale edificio. I costruttori Hegeman & Harris costruirono il grattacielo per 11,3 milioni di dollari anche se il valore reale era di 12 milioni di dollari. Rivestito di calcare grigio dell'Indiana e decorato con una piramide di rame sul tetto, edificato su un sito lungo 53 metri est-ovest e largo 73 metri nord-sud, alto 184 metri in stile art-deco l'edificio venne inaugurato il 9 giugno 1930. Serve da estremo confine meridionale per i grattacieli lungo LaSalle Street ed è l'edificio più alto per diversi isolati.
Il Chicago Board of Trade stabilì la sua sede nei 1765 m² del dodicesimo piano divenendo così il più grande mercato affaristico del mondo. L'avvento delle strutture in acciaio permise la costruzione di un edificio completamente verticale, però, come molti grattacieli d'epoca, mantenne une struttura esterna contenente gradoni con l'aumentare dell'altezza per mantenere una buona illuminazione. Di notte questi gradoni sono illuminati, il che evidenzia ulteriormente lo sviluppo verticale della struttura. L'illumunazione notturna di questo tipo è un tema comune negli edifici contemporanei di Chicago, osservabile anche nei palazzi di: Wrigley, Jewelers, Palmolive, LaSalle-Wacker e nella Tribune Tower. Dopo il superamento del Chicago Temple Building, la sede del CBOT è stato l'edificio più alto di Chicago fino alla costruzione del Richard J. Daley Center nel 1965. Conosciuta per i suoi lavori sul ponte di Brooklyn, la fabbrica della famiglia John A. Roebling fornì i cavi per i 23 ascensori otis installati nell'edificio. Sotto i piani di negoziazione sono stati tirati oltre 4.300 km di cavi telefonici e telegrafici. Non meno di 240.000 km di fili (considerati probabilmente un record assoluto per un singolo edificio) sono presenti nelle stanze. Anche se l'edificio venne commissionato dal CBOT, il primo inquilino fu Quaker Oats Company, che vi si trasferì il 1º maggio 1930.

### Opere d'arte

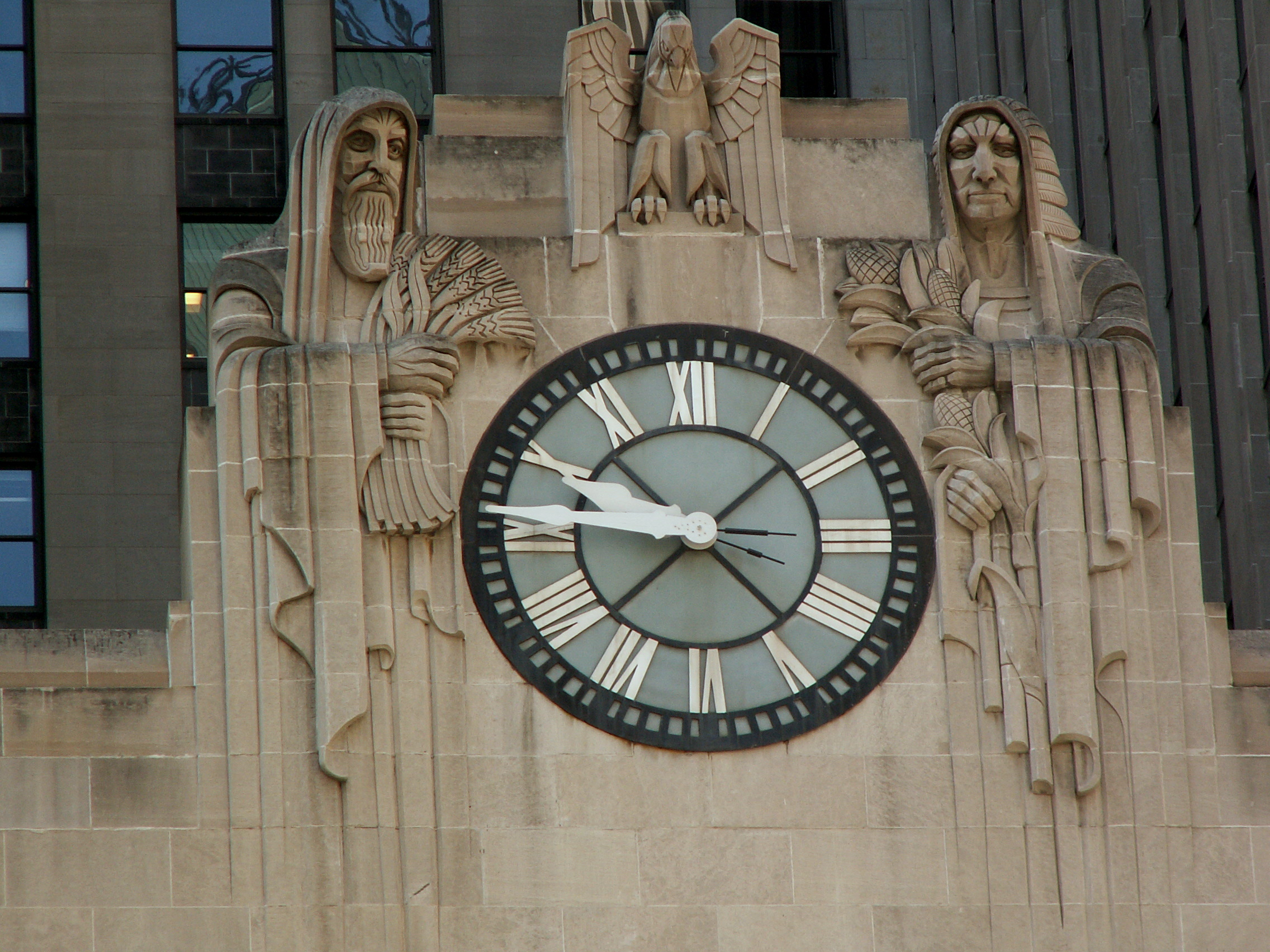
Orologio frontale

Le sculture create da Alvin Meyer sono presenti sulla facciata esterna e decorano gli ambienti interni dell'edificio. Tutto intorno ai 4 metri di diametro dell'orologio frontale sono rappresentati figure di un'azienda di grano egiziana e di un campo di mais di un nativo americano. Figure simili sono presenti anche negli angoli della torre centrale appena sotto il tetto spiovente. Alti due bassorilievi alti 11 m, raffiguranti industria ed agricoltura, sono posizionati a 9,1 m sopra il livello stradale,
Gli altri rilievi, di lunghezza di 11 m, sull'Industria e sull'Agricoltura, sono parte di un gruppo di quattro. A circa 9,1 m dal livello della strada, rappresentazioni di tori sporgono direttamente dal rivestimento di calcare sulla costruzione sul lato nord e, in misura minore, sul lato est, in riferimento ad un mercato rialzista.

## Storia recente

### Inquilini
Il CME group occupa il 33 per cento dello spazio disponibile nell'edificio, mentre attività finanziarie e assicurative occupano il 54 per cento del complesso edilizio. In aggiunta al Ristorante Ceres presente al primo piano della hall, sono presenti altre attività di assistenza come: banche, agenzie di viaggio, estetisti e cliniche sanitarie. Alcune imprese hanno avuto la propria sede nell'edificio per oltre 40 anni, come ad esempio il "Prince of the Pit" Richard Dennis che ha sempre mantenuto degli edifici all'interno del palazzo. Nel 2007, gli Stati Uniti Futures Exchange, un concorrente del CBOT precedentemente noto come Eurex Stati Uniti, ha annunciato l'intenzione di acquisire degli spazi al 14º piano del CBOT dalla propria sede nella Sears Tower di Chicago.

### Visitatori
Il palazzo sede del CBOT è stato meta di visite di un certo numero di dignitari, tra cui il principe del Galles, nell'ottobre 1977. Nel 1991, George W. Bush divenne il primo presidente degli Stati Uniti d'America a visitare il mercato, dove pronunciò un discorso sull'importanza dell'agricoltura nell'economia americana. Il 7 marzo 1992, seguì una visita del leader sovietico Michail Gorbačëv. Nel 2006, l'ex presidente statunitense Jimmy Carter e la moglie visitarono il CBOT, durante la campagna elettorale del loro figlio Jack per il senato degli Stati Uniti in un seggio del Nevada. 
Durante la conferenza nazionale democratica del 1996, il vice presidente degli Stati Uniti Al Gore, fu ospitato alla reception democratica dello scambio senatoriale. Il presidente U.S.A. George W. Bush, visitò il mercato di contrattazione del mais il 6 gennaio 2006, occasione in cui venne salutato dagli operatori finanziari con "Hook 'em, Horns!", un riferimento al suo Stato adottivo del Texas.

## Altri media
- L'edificio è visibile in diverse scene del film The Untouchables - Gli intoccabili di Brian De Palma.
- Servì come sede delle Wayne Enterprises, site nella città fittizia di Gotham City, nella trilogia sul Cavaliere Oscuro della DC Comics, diretta da Christopher Nolan e composta da: Batman Begins, Il cavaliere oscuro, Il cavaliere oscuro - Il ritorno. L'edificio ha ripreso lo stesso ruolo nella Serie Tv della CW Batwoman.
- Sempre in ambito di cinecomics, il grattacielo ospita la sede del Daily Planet, immaginario quotidiano di Metropolis nelle avventure a fumetti di Superman, nel recente reboot del personaggio DC L'uomo d'acciaio, diretto da Zack Snyder.